# Donaupokal 1958
Der Donaupokal 1958 war eine inoffizielle Auflage des Fußballwettbewerbs Mitropapokal. Roter Stern Belgrad gewann das in Hin- und Rückspiel ausgetragene Finale gegen Rudá Hvězda Cheb.

## Achtelfinale
Die Spiele fanden vom 24. Mai bis zum 1. Juni 1958 statt.
|                     | Gesamt |                      | Hinspiel | Rückspiel |
| ------------------- | ------ | -------------------- | -------- | --------- |
| Roter Stern Belgrad | 2:0    | Dukla Pardubice      | 2:0      | 0:0       |
| Rudá Hvězda Cheb    | 4:2    | Salgótarjáni BTC     | 3:0      | 1:2       |
| Radnički Belgrad    | 5:4    | Ferencváros Budapest | 3:3      | 2:1       |
| Tatran Prešov       | 6:5    | Partizan Belgrad     | 2:4      | 4:1       |
| Lokomotive Sofia    | 4:2    | Tatabányai Bányász   | 4:1      | 0:1       |
| Vojvodina Novi Sad  | 5:1    | Lewski Sofia         | 0:1      | 5:0       |
| Știința Timișoara   | 6:5    | Dynamo Prag          | 3:5      | 3:0       |
| MTK Budapest        | 9:4    | CCA Bukarest         | 3:2      | 6:2       |

## Viertelfinale
Die Hinspiele fanden am 8., die Rückspiele am 15. Juni 1958 statt.
|                     | Gesamt  |                    | Hinspiel | Rückspiel |
| ------------------- | ------- | ------------------ | -------- | --------- |
| Roter Stern Belgrad | 5:4     | Lokomotive Sofia   | 4:4      | 1:0       |
| Rudá Hvězda Cheb    | 1 0:0 1 | Vojvodina Novi Sad | 0:0      | 0:0       |
| Radnički Belgrad    | 7:3     | Știința Timișoara  | 4:2      | 3:1       |
| Tatran Prešov       | 2 4:4 2 | MTK Budapest       | 1:0      | 3:4       |

## Halbfinale
Die Hinspiele fanden am 22., die Rückspiele am 28. Juni 1958 statt.
|                     | Gesamt |                  | Hinspiel | Rückspiel |
| ------------------- | ------ | ---------------- | -------- | --------- |
| Roter Stern Belgrad | 2:1    | Radnički Belgrad | 0:0      | 2:1       |
| Rudá Hvězda Cheb    | 3:0    | MTK Budapest     | 3:0      | 0:0       |

## Finale
Das Hinspiel fand am 6., das Rückspiel am 12. Juli 1958 statt.
|                     | Gesamt |                  | Hinspiel | Rückspiel |
| ------------------- | ------ | ---------------- | -------- | --------- |
| Roter Stern Belgrad | 7:3    | Rudá Hvězda Cheb | 4:1      | 3:2       |